# Lorene Scafaria

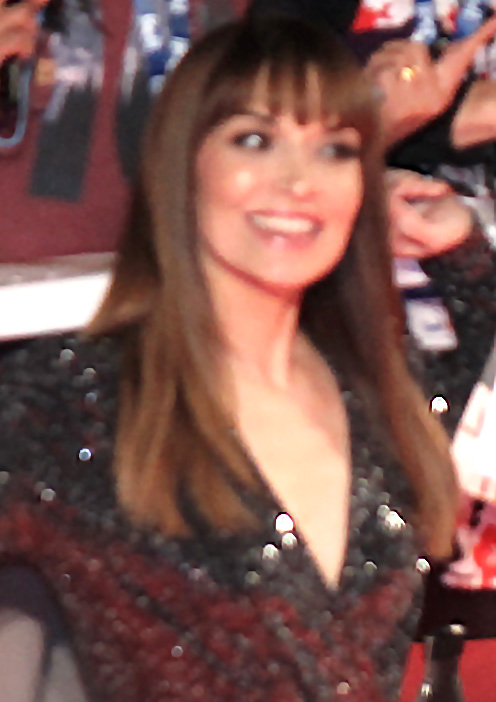
Lorene Scafaria, 2019

Lorene Scafaria (* 1. Mai 1978 in Holmdel, New Jersey) ist eine US-amerikanische Regisseurin, Drehbuchautorin und Schauspielerin.

## Leben
Scafaria wurde 1978 als Tochter des aus Italien stammenden Joseph R. Scafaria (1939–2009) und dessen Frau Gail geboren. Sie hat einen Bruder. Scafaria wuchs in der Kleinstadt Holmdel in New Jersey auf. Bereits als Teenager interessierte sie sich für das Schreiben und verfasste bald erste Texte.
Nach dem Abschluss der Holmdel High School 1995 studierte Scafaria ein Jahr am Lafayette College in Pennsylvania, bis sie sich die Studiengebühren nicht mehr leisten konnte. Danach wechselte sie an die Montclair State University, wo sie einen Bachelor of Arts in English und Theater als Nebenfach erlangte.
Danach zog sie nach New York, wo sie Drehbücher verfasste und erste kleinere Schauspielrollen annahm. Auf Empfehlung eines Agenten zog sie nach Los Angeles. Dort entstanden weitere Drehbücher für Fernsehsendungen. 2008 verfilmte Regisseur Peter Sollett ihr Drehbuch für die Teenie-Komödie Nick und Norah – Soundtrack einer Nacht. 2012 gab Scafaria ihr Debüt als Regisseurin mit dem Endzeitfilm Auf der Suche nach einem Freund fürs Ende der Welt, in dem Steve Carell und Keira Knightley die Hauptrollen übernahmen.
Nach mehreren Regiearbeiten für einen Fernsehfilm und einige Episoden der Fernsehserie New Girl entstand 2015 die Komödie Mit besten Absichten, dessen Drehbuch von Scafarias eigenen Erfahrungen mit ihrer verwitweten Mutter Gail inspiriert wurde. 2019 drehte Scafaria das Krimi-Drama Hustlers mit Constance Wu, Jennifer Lopez und Julia Stiles in den Hauptrollen.
Scafaria ist seit dem Jahr 2013 mit dem Comedian und Filmemacher Bo Burnham liiert und lebt mit ihm in Los Angeles.

## Filmografie (Auswahl)
Regisseurin
- 2012: Auf der Suche nach einem Freund fürs Ende der Welt (Seeking a Friend for the End of the World)
- 2013: Love Is Dead (Fernsehfilm)
- 2013–2014: New Girl (Fernsehserie, 3 Episoden)
- 2015: Mit besten Absichten (The Meddler)
- 2018: This Is Heaven (Fernsehfilm)
- 2019: Hustlers
- 2021–2023: Succession (Fernsehserie, 3 Episoden)

Drehbuchautorin
- 2008: Nick und Norah – Soundtrack einer Nacht (Nick and Norah’s Infinite Playlist)
- 2012: Auf der Suche nach einem Freund fürs Ende der Welt (Seeking a Friend for the End of the World)
- 2015: Mit besten Absichten (The Meddler)
- 2019: Hustlers
- 2023: Angespült – Ein Krabbenteuer (Under the Boardwalk)

Schauspielerin
- 1999: Big Helium Dog
- 2001: A Million Miles
- 2007: The Nines – Dein Leben ist nur ein Spiel (The Nines)
- 2008: Nick und Norah – Soundtrack einer Nacht (Nick and Norah’s Infinite Playlist)
- 2013: Coherence
- 2023: Succession (Fernsehserie, 1 Episode)